# Nephrotoma pangerangensis
Nephrotoma pangerangensis is een tweevleugelige uit de familie langpootmuggen (Tipulidae). De soort komt voor in het Oriëntaals gebied.